# Christophe Boesch
Pour les articles homonymes, voir Boesch.
Christophe Boesch est un primatologue franco-suisse né à Saint-Gall le 11 août 1951 et mort le 14 janvier 2024. À partir de 1997, il est directeur du département de primatologie de l'Institut Max-Planck d'anthropologie évolutionniste à Leipzig.

## Biographie
De 1965 à 1968, Christophe Boesch étudie au lycée François-Villon à Paris puis, de 1968 à 1970, au Collège Calvin à Genève où il obtient son diplôme. Il étudie ensuite la biologie à l'université de Genève dont il obtient un diplôme universitaire en 1975 ; sa thèse de maîtrise porte sur les gorilles de montagne après trois mois de biomonitoring sous la supervision de Dian Fossey au parc national des Virunga au Rwanda.
Entre 1975 et 1977, il enseigne la biologie au Collège Moderne de Genève. Entre-temps, en 1976, Boesch passe huit mois dans le parc national de Taï en Côte d'Ivoire pour réaliser une étude préliminaire visant à analyser le comportement des chimpanzés au travers de leurs techniques de cassage de noix ; l'étude à proprement parler commence en 1979 et est toujours en cours.
Après avoir travaillé quelques mois en tant qu'assistant de Hans Kummer (un des spécialistes du babouin hamadryas) au sein du département d'éthologie et de recherche biologique, de l'université de Zurich, il part à nouveau en Côte d'Ivoire pour entamer son étude qui aboutit en 1984 à la publication de sa thèse de doctorat Nut-cracking behaviour of wild chimpanzees.
Après sa thèse, il est chercheur à l'université de Zurich jusqu'en 1990, puis à l'université de Bâle entre 1991 et 1997, année où il devient directeur du département de primatologie de l'Institut Max-Planck d'anthropologie évolutionniste à Leipzig.

## Recherches
Depuis 1976, Christophe Boesch mène des recherches dans le parc national de Taï afin de mieux comprendre le comportement et la vie des chimpanzés pour la mettre en perspective avec l'évolution humaine, en particulier concernant l'émergence des compétences cognitives et culturelles. Certains de ses projets de recherche récents ont aussi porté sur les gorilles.
Boesch est surtout connu pour ses études sur l'utilisation d'outils chez les chimpanzés au travers desquelles il analyse leur comportement social et les processus de reproduction sociale et culturelle ; il analyse également la chasse et le comportement territorial des chimpanzés dans ce même but.
Il a mené aussi des études sur la dynamique des populations des chimpanzés et a par conséquent coopéré avec l'Institut Robert-Koch après qu'il a été découvert que des virus humains pouvaient menacer la survie des chimpanzés.
En 2000, Christophe Boesch fonde la Wild Chimpanzee Foundation, dont l'objectif est d'assurer la protection des chimpanzés sauvages.